# Bachhaupt
Bachhaupt ist ein Gemeindeteil des Marktes Breitenbrunn im Landkreis Neumarkt in der Oberpfalz in Bayern.

## Geographie
Der Weiler liegt nördlich des Gemeindesitzes im Oberpfälzer Jura auf 425 m ü. NHN. Hier entspringt einer Karstquelle die Bachhaupter Laber. Man erreicht den Ort nördlich von Breitenegg über eine östliche Abzweigung von der Staatsstraße 2234.

## Geschichte
Die früheste Nennung von Bachhaupt stammt aus dem Jahr 1275. Zu dieser Zeit besaß die Mühle Bachhaupt der Edelfreie Hadmar von Laaber, der sie zusammen mit zwei Huben in Wissing an das Kloster Pielenhofen abtrat. Die Herren von Laaber zu Breitenegg besaßen auch die Pfarrei Breitenbrunn, zu der Bachhaupt gehörte; 1406 bzw. 1410 ging die Pfarrei durch Schenkung der Herren von Laaber an das Kloster Bergen über.
1618 ist von einer Oberen und einer Unteren Mühle mit je einer Familie die Rede. 1854 erbaute der Müller von Bachhaupt eine Kapelle, die als Denkmal gilt. Um 1937 lebten hier 9 Katholiken.
Im Königreich Bayern (1806) wurde die Einöde Bachhaupt dem Steuerdistrikt Kemnathen und um 1810/20 der gleichnamigen Ruralgemeinde zugeordnet. Bei dieser verblieb sie bis zum Abschluss der Gebietsreform in Bayern, als die bis dahin im Landkreis Parsberg gelegene Gemeinde am 1. Januar 1978 in den Markt Breitenbrunn und damit in den Landkreis Neumarkt eingegliedert wurde.

## Bachhaupter Felsen
Sehenswert ist das Naturdenkmal „Bachhaupter Felsen SE“ (Geotop-Nummer 373R010) am Schanzberg, zwei steile, etwa 30 m hohe Dolomit-Felsentürme.